# Barbodes strigatus
Barbodes strigatus és una espècie de peix cipriniforme de la família dels ciprínids.

## Morfologia
Els mascles poden assolir els 16,8 cm de longitud total.

## Distribució geogràfica
Es troba al nord de Borneo.